# Kalcyneuryna

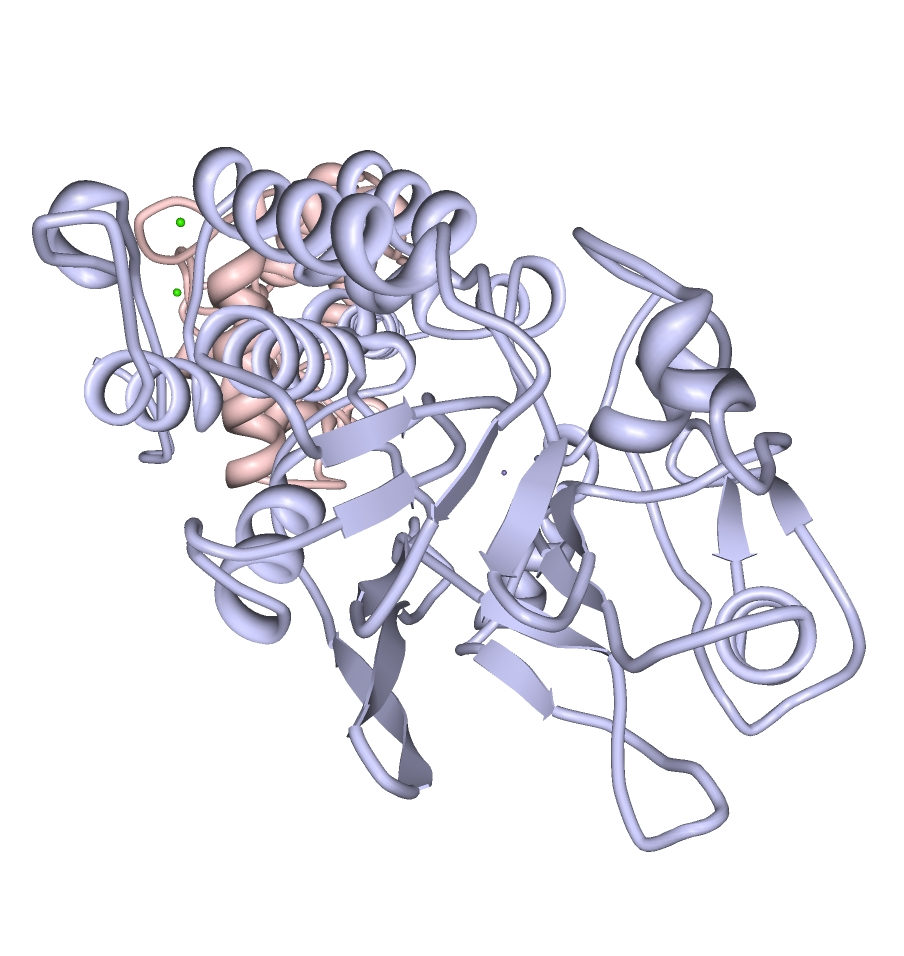
Model wstążkowy kalcyneuryny

Kalcyneuryna (Cn, ang. calcineurin) – białko enzymatyczne o aktywności fosfatazy białkowej serynowo-treoninowej, nazywane też fosfatazą białkową 2B (PP2B). 

## Budowa
Aktywność kalcyneuryny regulowana jest przez jony wapnia i kalmodulinę. Białko tworzy heterodimery, zbudowane z podjednostki katalitycznej (kalcyneuryna A, CnA) i regulatorowej (kalcyneuryna B, CnB). Podjednostka katalityczna o masie cząsteczkowej około 60 kDa zawiera N-końcową domenę katalityczną, centralne domeny stanowiące miejsce wiązania podjednostki regulatorowej i kalmoduliny, a na C-końcu znajduje się domena autoinhibitorowa. Podjednostka B kalcyneuryny ma masę cząsteczkową około 20 kD i budową zbliżona jest do kalmoduliny; zawiera cztery miejsca wiążące jony wapnia Ca2+.

## Funkcje
Kalcyneuryna funkcjonuje w komórkach jako element szlaku sygnalizacyjnego prowadzącego do aktywacji komórek T. Rozpoznanie antygenu przez kompleks receptora komórek T (TCR/CD3) prowadzi do aktywacji fosfolipazy C, która hydrolizuje bisfosforan fosfatydyloinozytolu (PIP2) do diacyloglicerolu i trisfosforanu inozytolu (IP3). IP3 uwalnia z retikulum endoplazmatycznego jony Ca2+, które są wiązane przez kalmodulinę i podjednostkę regulatorową kalcyneuryny. Utworzenie kompleksu kalcyneuryna-kalmodulina-Ca2+ powoduje uaktywnienie fosfatazy.

Zidentyfikowano wiele białek komórek T będących substratami kalcyneuryny i defosforylowanych przez ten enzym. Defosforylacja białka przez kalcyneurynę może mieć zarówno hamujący, jak i aktywujący wpływ na aktywność tych białek. Hamująco kalcyneuryna działa na receptory trisfosforanu inozytolu w błonie retikulum endoplazmatycznego
, na kinazę zależną od cykliny 4 i na czynnik transkrypcyjny Elk-1. Kalcyneuryna aktywuje proapoptotyczne białko BAD, czynniki transkrypcyjne MEF2 i NFAT. Działając synergistycznie z kinazą białkową C aktywuje kinazy JNK i IKK
.